# Arriba de nit
Arriba de nit (títol original en anglès, It Comes at Night)és una pel·lícula de terror psicològic estatunidenca escrita i dirigida per Trey Edward Shults, estrenada l'any 2017. S'ha doblat i subtitulat al català.
Va ser presentat en preestrena mundial a finals d'abril al The Overlook Film Festival a Timberline Lodge a Oregon.

## Argument
En un món apocalíptic, per estar segur, un pare de família viu reclòs amb la seva dona i el seu fill a la seva casa aïllada. Un dia, una família troba refugi a casa seva. El pare els va advertir: no sortir mai de nit, per raons de seguretat.

## Repartiment
- Joel Edgerton: Paul
- Christopher Abbott: Will
- Carmen Ejogo: Sarah
- Kelvin Harrison Jr.: Travis
- Riley Keough: Kim
- Griffin Robert Faulkner: Andrew
- David Pendleton: Bud

## Producció

### Desenvolupament i gènesi
Encara que el film és post-apocalíptic, Trey Edward Shults ni ha prestat atenció ni s'ha inspirat en altres films: necessita sobretot que les idees arribin d' obres de Paul Thomas Anderson i John Cassavetes, així com els films La nit dels morts vivents (Night of the Living Dead) de George Romero i Shining de Stanley Kubrick.

### Rodatge
Trey Edward Shults i l'equip del rodatge comença a filmar les escenes a Nova York, l'agost de 2016.

## Acollida

### Festival
It Comes at Night és presentat en preestrena a finals d'abril de 2017 al The Overlook Film Festival a Timberline Lodge a Oregon, abans la seva estrena el 9 de juny als Estats Units i al Quebec.

### Premis
2017: Premis Gotham: Nominada a millor nou actor (Kelvin Harrison Jr.)

### Crítica
- "Pel·lícula minimalista i profundament suggeridora que utilitza elements de terror per configurar una incisiva metàfora apocalíptica. (…) Puntuació: ★★★★ (sobre 5)"[7]
- "Alguna cosa proper a un thriller psicològic construït amb habilitat i honestedat (...) Encara que és tibant i absorbent, no és gens memorable, perquè creu que és més del que veritablement és.[8]
- "Una de les pel·lícules més aterridores en anys (...) És remarcable considerar tot el terror que aconsegueix Shults d'una pel·lícula sense vilans tradicionals (…) Puntuació: ★★★½ (sobre 4)"[9]